# Daschendorfer Forst
Koordinaten: 50° 1′ 28,1″ N, 10° 51′ 14″ O

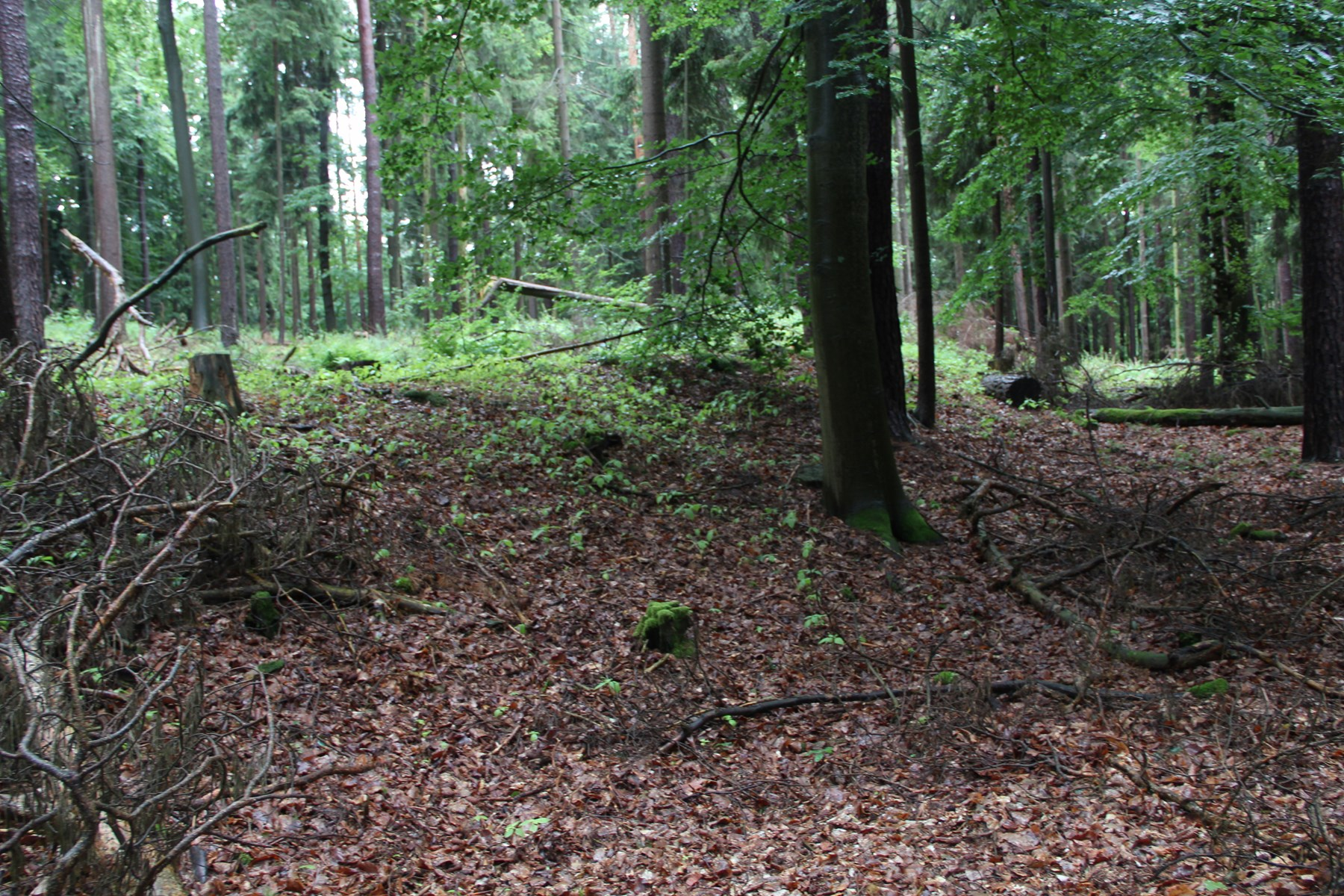
Reste der Wallanlage, abgegangene Burg Freudeneck

Gemarkung Daschendorfer Forst

Der Daschendorfer Forst ist eine Gemarkung im oberfränkischen Landkreis Bamberg, ein Natura-2000-Gebiet und war ein gemeindefreies Gebiet.
Die Gemarkung mit einer Fläche von 703,75 Hektar hat je einen Gemarkungsteil in den Gemeinden Baunach, Rattelsdorf und Reckendorf.
Das zusammenhängende Waldgebiet des Daschendorfer Forsts liegt auf dem Höhenzug des Kraibergs zwischen Baunach und Itz. Die Gemarkung Daschendorf des namensgebenden Orts grenzt im Südosten an den Daschendorfer Forst.
In der Gemeinde Rattelsdorf, Gemarkung Daschendorfer Forst, liegt die abgegangene Burg Freudeneck.

## Geschichte
Daschendorf war ein gemeindefreies Gebiet in Unterfranken im damaligen Landkreis Ebern. Im Jahr 1956 wurde es umbenannt in Daschendorfer Forst. Bei der Auflösung des Landkreises Ebern am 1. Juli 1972 kam es zum Landkreis Bamberg in Oberfranken. Am 1. Januar 2001 wurde das gemeindefreie Gebiet aufgelöst und auf die angrenzenden Gemeinden Baunach, Rattelsdorf und Reckendorf aufgeteilt. Das Gebiet hatte zum Zeitpunkt seiner Auflösung eine Fläche von 703,31 Hektar. Die Fläche wurde folgendermaßen aufgeteilt (Flächenangabe in Hektar):
- Baunach: 166,61 (Südteil)
- Rattelsdorf: 231,67 (Nordost)
- Reckendorf: 305,03 (Nordwest, zwei getrennte Gebietsteile)